# Lustrafjord
Der Lustrafjord oder Lusterfjord ist ein 42 km langer norwegischer Fjord, der nach dem Ort Luster in der Provinz Vestland benannt ist.
Der Lustrafjord ist ein Seitenarm des Sognefjords und hat selbst einen westlichen Seitenarm, den Gaupnefjord. Am Lustrafjord liegen die Orte Skjolden am Nordende sowie Luster und Gaupne auf der Westseite. Gegenüber Gaupne steht auf der Ostseite die Stabkirche Urnes, wohin von Solvorn eine Fährverbindung existiert.
Der Fjordbeginn befindet sich bei Ombandsnes, wo der Sognefjord sich in den Lustrafjord Richtung Norden und den Årdalsfjord nach Osten teilt. Am Fjordende in einem Wald bei Skjolden verbrachte der Philosoph Ludwig Wittgenstein mehrere Jahre während des Zweiten Weltkrieges.
Nahe am Fjord beginnt auf der Ostseite das Gebiet von Hurrungane, dem südwestlichen Teil von Jotunheimen. Auf der Westseite führt von Gaupne eine Straße zum Breheimsenteret, einem Besucherzentrum, und zum Nigardsbreen, einem Ausläufer des  Jostedalsbreen, des größten Gletschers Kontinentaleuropas.
Von Wasserfällen ist als größter auf der Ostseite der Feigumfossen mit 229 m Fallhöhe zu nennen. Zwei bedeutende Wasserkraftwerke sind das Skagen kraftverk der Norsk Hydro in Fortun und das Jostedal kraftverk bei Gaupne.
Die geschützte Lage begünstigt den Obstanbau. Selbst Erdbeeren reifen noch im September.

## Bildergalerie

Panorama des Lustrafjords vom Berg Molden aus
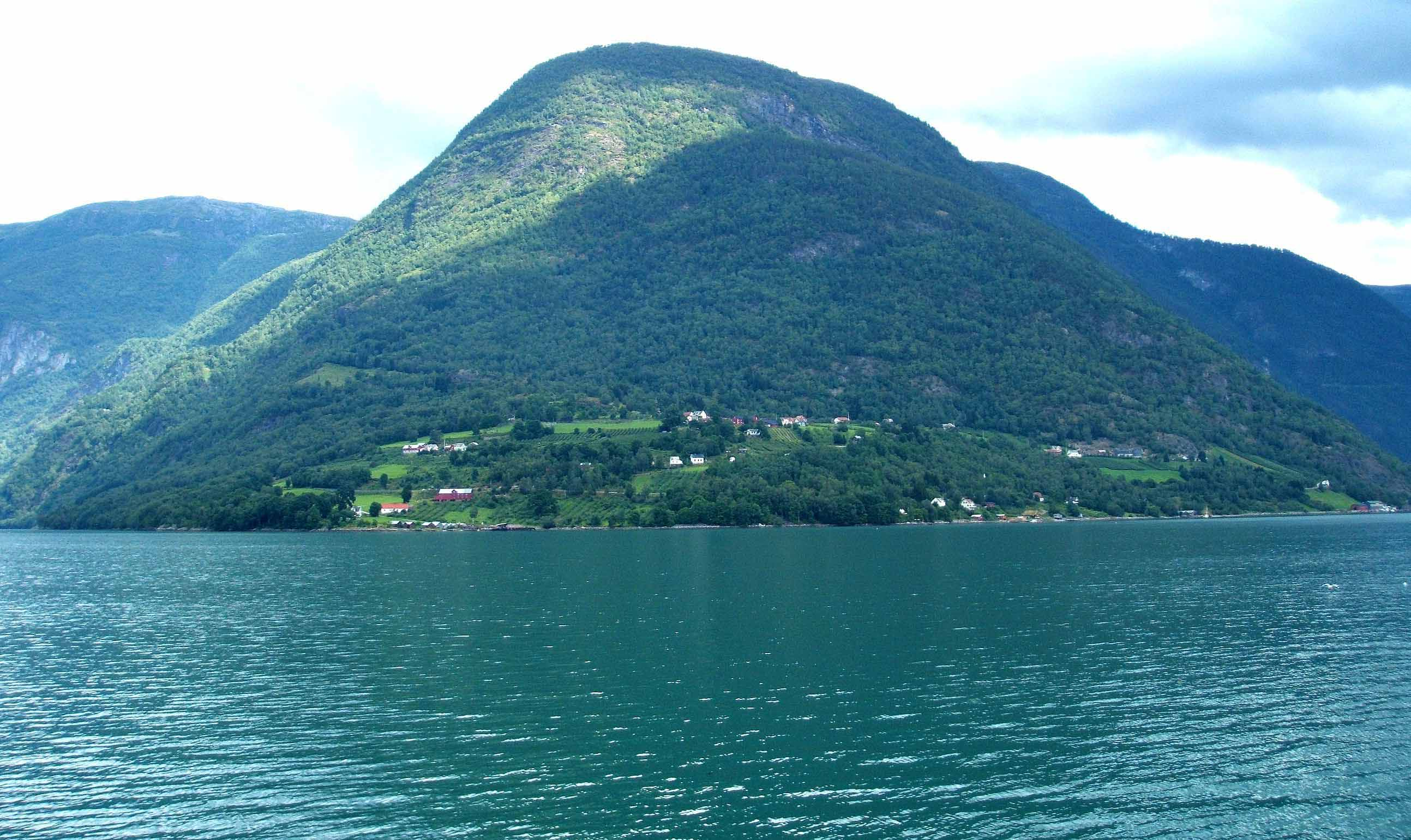
Urnes am Lustrafjord